# 拉薇安·考克斯
拉薇安·考克斯（英語：Laverne Cox，1972年5月29日—），美國跨性別女演員及LGBTQ+倡導者。憑藉Netflix電視劇《勁爆女子監獄》（2013年至2019年）中演出的索菲亞·布爾塞特（Sophia Burset）而成名，成為自1990年作曲家安吉拉·茉莉後首位被提名黃金時段艾美獎的跨性別。之後憑藉自製的電視電影《拉薇安·考克斯獻禮：T字》（Laverne Cox Presents: The T Word）贏得日間時段艾美獎最佳特別類特輯。

## 延伸閱讀
- . Farmington Hills, Mich.: Gale, Cengage Learning. 2015. ISBN 9781573024310. OCLC 904154846.

## 外部連結
- 官方网站
- 拉薇安·考克斯在互联网电影资料库（IMDb）上的資料（英文）
- 拉薇安·考克斯的X（前Twitter）